# Svennevads kyrka

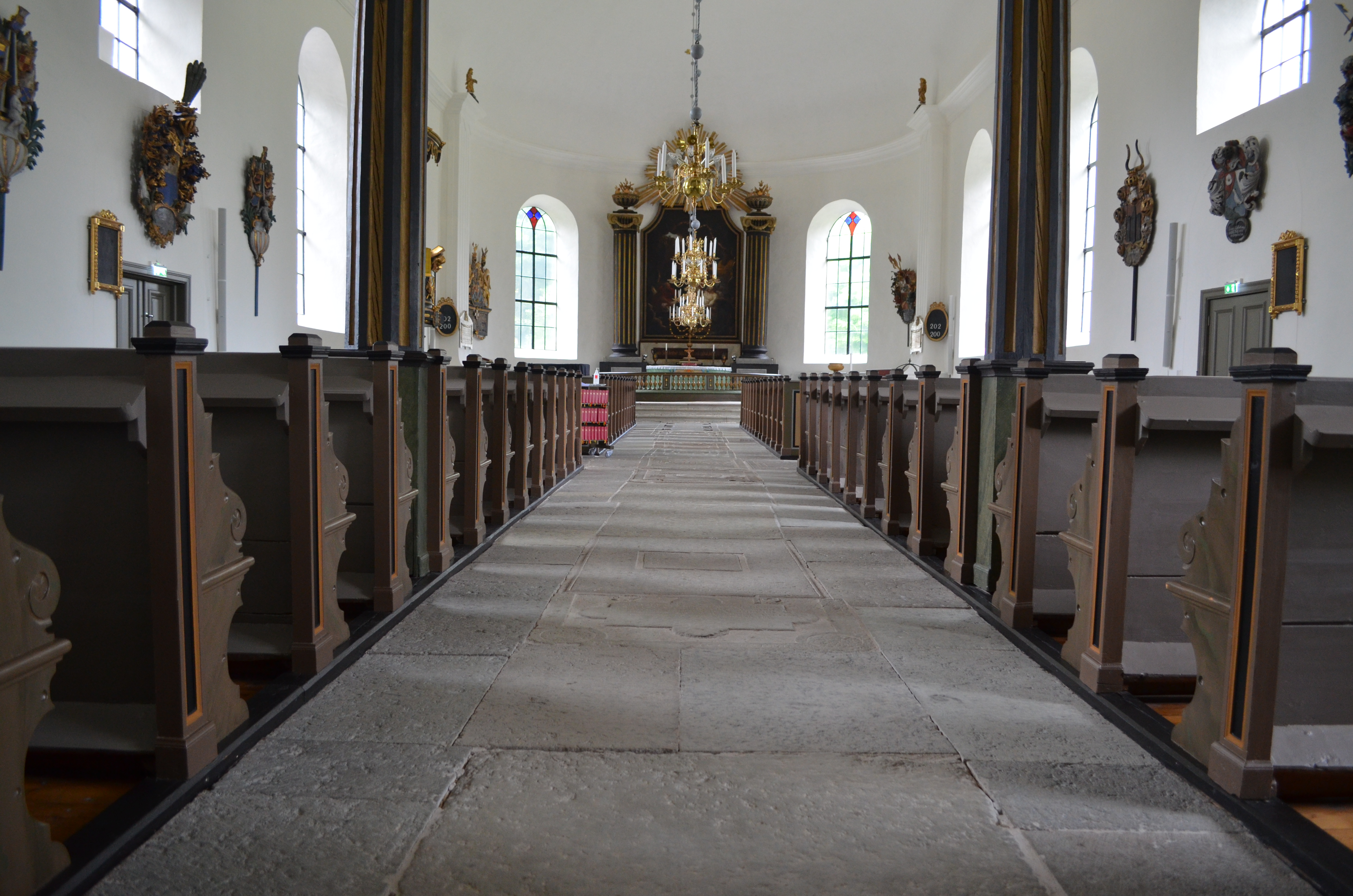
Svennevads kyrka

Svennevads kyrka är en kyrkobyggnad som tillhör Sköllersta församling i Strängnäs stift. Kyrkan ligger invid riksväg 51 i samhället Svennevad.

## Kyrkobyggnaden
Tidigare kyrka på platsen var uppförd på medeltiden.
Nuvarande kyrka i gustaviansk stil uppfördes åren 1782–1786 under ledning av byggherre Gustaf Philip Wennerstedt. Kyrkan har en stomme av sten och består av långhus med rundat kor i öster. Norr om koret finns en vidbyggd sakristia. Vid långhusets västra kortsida finns ett kyrktorn som är indraget i långhuset.

## Inventarier
- Altartavlan är tillverkad 1793 av Pehr Hörberg.

### Orgel
- 1786 bygger Pehr Schiörlin, Linköping en orgel med 13 stämmor, en manual och pedal. Manualverket såldes 1892 till Klotens missionshus.
- 1892 sätter man upp interimsorgeln från Uppsala domkyrka. Den var byggd 1887 av Åkerman & Lund, Stockholm med 11 stämmor, två manualer och pedal.
- Den nuvarande orgeln är byggd 1955 av Åkerman & Lund, Knivsta och har mekanisk traktur och pneumatisk registratur. Den har tre fria kombinationer och registersvällare. Fasaden är från 1786 års orgel.

| Huvudverk I     | Svällverk II      | Pedal              | Koppel |
| Principal 8´    | Rörflöjt 8´       | Kontrabas 16´      | I/P    |
| Prospekt 8´     | Salicional 8´     | Subbas 16´         | II/P   |
| Gedackt 8´      | Principal 4´      | Oktavbas 8´        | II/I   |
| Oktava 4´       | Gemskvint 2 2/3'  | Gedackt 8´         |        |
| Hålflöjt 4'     | Svegel 2'         | Koralbas 4'        |        |
| Kvinta 2 2/3'   | Ters 1 1/3'       | Rauschkvint 3 chor |        |
| Oktava 2'       | Hålkvint 1 1/3'   |                    |        |
| Mixtur 4-5 chor | Scharf 4 chor     |                    |        |
| Trumpet 8'      | Oboe 8'           |                    |        |
|                 | Crescendosvällare |                    |        |

### Webbkällor
- byggnadspresentation
- ”Närkes socknar förr och nu”. MittNerikes. Arkiverad från originalet den 18 april 2013. https://archive.is/20130418131734/http://www.mittnerike.se/socknar/hallsberg/socknar.html. Läst 18 maj 2011.